# غرايم بينيت
غرايم بينيت (بالإنجليزية: Graeme Bennett)‏ (7 مايو 1965 - ) هو لاعب كرة قدم بريطاني في مركز الوسط. لعب مع نادي إنفرنيس.

## وصلات خارجية
- غرايم بينيت على موقع Soccerbase.com (لاعب) (الإنجليزية)